# Yupik
Yupik er en betegnelse for flere folkegrupper (og indgår normalt ikke under betegnelsen inuiter), der er bosat i Sydvestalaska og Tjuktjerhalvøen i Rusland. I Alaska lever omkring 22.000 yupik'er.
Selv kalder de sig yuhyt (= folk) eller yupikhyt (= virkelige folk). Til ulige tider har folkeslaget været kendt under andre betegnelser.
Central-alaskiske yupik'er lever i Yokun-Kuskokwin-deltaet ved Kuskokwim-floden og ved Bristolbugten. Stillehavs-yupik'er (alutiiq eller sugpiac) lever på Alaskahalvøen, ved kysten og på øerne i det sydlige Midt-Alaska. De sibiriske yupik'er og naukan-folk lever i det østlige Rusland og på den til Alaska hørende St. Lawrence Island.